# Vlastimil Kopecký
Vlastimil Kopecký (Vilémov (Vysočina), 14 de outubro de 1912 - 30 de julho de 1967) foi um futebolista  e treiandor checo que atuava como atacante.

## Carreira
Vlastimil Kopecký fez parte do elenco da Seleção Checoslovaca de Futebol, na Copa de 1934 e 1938, atuando em três partidas e marcou um gol contra o Brasil na derrota por 2-1 em 1938. 

## Títulos
- Copa do Mundo: Vice - 1934